# Kalciumsorbat

Strukturformel

Kalciumsorbat (E 203) är en livsmedelstillsats som framställs syntetiskt ur salt av sorbinsyra (E 200). Motverkar jäst- och mögelsvampar, vissa bakterier. Används i sura eller svagt sura livsmedel till exempel i ost, läsk, sylt, torkad frukt och grönsaker, förpackat bröd. Viss risk för överkänslighetsreaktioner.